# Danh sách vũ khí trên máy bay
Sau đây là danh sách các loại vũ khí được phóng từ máy bay:

## Súng máy bay
- ADEN cannon (UK)
- Becker (Germany)
- Berezin B-20 (USSR)
- Berezin BS/UB (USSR)
- Browning Model 1919 machine gun (United States)
- Colt Mk 12 cannon (United States)
- DEFA cannon (France)
- GAU-7 cannon (United States)
- GAU-8 Avenger (United States)
- GAU-12 Equalizer (United States)
- Gryazev-Shipunov GSh-23L (Russia)
- Gryazev-Shipunov GSh-6-23 (Russia)
- Gryazev-Shipunov GSh-6-30 (Russia)
- Gryazev-Shipunov/Izhmash GSh-30-1 (Russia)
- Gryazev-Shipunov GSh-30-2 (Russia)
- Shipunov 2A42 (Russia)
- Hispano 20 mm cannon (Switzerland)
- Lewis gun
- M2.50 calibre Browning machine gun (United States)
- M61 Vulcan (United States)
- M197 Gatling gun (United States)
- Mauser BK-27 (Germany)
- MG 151 cannon (Germany)
- MG 15 machine gun (Germany)
- MG 17 machine gun (Germany)
- MG 131 machine gun (Germany)
- MG FF cannon (Germany)
- MK 108 cannon (Germany)
- Parabellum MG14
- Molins gun (UK)
- Nudelman NL-37 (Russia)
- Nudelman-Rikhter NR-23 (Russia)
- Nudelman-Rikhter NR-30 (Russia)
- ShKAS machine gun (Russia)
- ShVAK cannon (Russia)
- Type 1 machine gun (Japan)
- Type 2 machine gun (Japan)
- Type 92 machine gun (Japan)
- Type 99 cannon (Japan)
- Vickers machine gun (UK)
- Vickers K còn gọi là VGO (UK)
- Vickers S (UK)
- Volkov-Yartsev VYa-23 (USSR)

## Bom hàng không
- Bom hạt nhân B28
- Bom hạt nhân B39
- Bom hạt nhân B41
- Bom hạt nhân B46
- Bom hạt nhân B43
- Bom hạt nhân B53
- Bom hạt nhân B57
- Bom hạt nhân B61
- Bom hạt nhân B90
- Bom phát quang BLU-82
- GBU-10 Paveway 2000lbs
- GBU-12 Paveway 500lbs
- GBU-15
- EGBU-15
- GBU-24 Paveway III
- GBU-28
- Bom thông minh JDAM
- JSOW
- Bom hạt nhân MK2
- Bom hạt nhân MK4
- Bom hạt nhân MK5
- Bom hạt nhân MK6
- Bom hạt nhân Mk7
- Bom hạt nhân Mk8
- Bom hạt nhân MK10
- Bom hạt nhân MK11
- Bom hạt nhân MK12
- Bom hạt nhân Mk15
- MK18
- Bom napan MK77
- Bom MK 81
- Bom MK 82
- Bom MK 83
- Bom MK 84
- Mk-101 Bom xuyên đầu đạn hạt nhân
- Bom MOAB
- Tallboy bomb (Bom động đất)
- Grand Slam bomb (Bom động đất)
- T-12 Cloud Maker (loại 44.000 pound của Hoa Kỳ)
- Butterfly bomb

## Tên lửa phóng từ máy bay
- Xem Danh sách các tên lửa
- Hydra 70
- Le Prieur rocket
- R4M rocket
- RP-3
- RS-82, RS-132, M-8, M-13

## Ngư lôi phóng từ máy bay
- Ngư lôi MK44
- Ngư lôi MK46
- Ngư lôi Pentane (UK)